# 築山可奈
築山 可奈（つきやま かな、1985年7月25日 - ）は、兵庫県出身のタレント。京都女子大学現代社会学部卒業。
旧芸名は月山かな。かつて株式会社舞夢プロ、ホリプロアナウンサーズプロモーションに所属した。

## 来歴・人物
- 「京都!ちゃちゃちゃっ」2005年（平成17年）度第五期アシスタント兼レポーター（月山かな 名義）
- 関西最大級のミスコンテストプリンセス関西2007（プリカン）に出場して決勝に進出した。
- 趣味：散歩・一人カラオケ
- 特技：水泳・ピアノ
- 2歳下の弟がいる[4]。
- 増岡恵美は舞夢プロ時代からの親友で、今でも仲が良い[5]。
- 第56代今宮戎神社福娘。

## 出演作品

### テレビ番組
- 京都!ちゃちゃちゃっ（関西テレビ☆京都チャンネル、KBS京都／2008年4月 ‐ 2009年3月） - 月山かな 名義
- 携帯専用お天気番組「おは天」（ウェザーニューズ／2009年5月1日 ‐ 8月31日） - 12期生キャスター[2]
- ニッポンのさしすせそ（BS-TBS／2010年12月19日 - ） - 旅人
- 時代劇ニュース オニワバン!（時代劇専門チャンネル／2012年11月5日 - ） - アシスタント
- 中央競馬全レース中継（グリーンチャンネル／2013年1月 - ）
- 剣客商売〜鬼熊酒屋〜（2014年8月8日、フジテレビ） - おみち 役
- Nikkei朝とく（BSジャパン） - Let'sご当地体操リポーター
- 船越英一郎殺人事件（2018年） - 築山可奈（本人役）

### ラジオ番組
- 垣花正のあなたとハッピー!（ニッポン放送／2014年4月4日 - 12月26日） - 毎週金曜日中継レポーター

### インターネット放送
- 夜遊びメールバトル金曜（あっ!とおどろく放送局／2009年12月18日）
- 夜遊びメールバトル月曜（あっ!とおどろく放送局／2010年1月11日 ‐ 3月22日） - メインMC
- あっ!とNOW!（あっ!とおどろく放送局／2010年1月19日）

### 映画
- 映画「鴨川ホルモー」（2009年）

「大怪獣のあとしまつ」（2022年） - リポーター役

### 舞台
- ハロウィンイマーシブシアター 魔女たちの奇妙な晩餐会（2025年公演予定）[6]

### イベント
- ベトナムフェスティバル2010（代々木公園／2010年9月18日 - 9月19日） - MC担当[7]